# Thalestris longipes
Thalestris longipes is een eenoogkreeftjessoort uit de familie van de Thalestridae. De wetenschappelijke naam van de soort is voor het eerst geldig gepubliceerd in 1865 door Boeck.